# Alf Grabe
Alf Gerhard Grabe, född 24 september 1880 i Göteborg, död 6 maj 1966, var en svensk metallurg.
Grabe blev student 1898, bergsingenjör 1901, var ingenjör vid Garpenbergs AB 1902-1905, assistent vid Kungliga Tekniska högskolan 1905–1917 samt lärare i metallografi där 1907–1927 (docent 1908). På hans initiativ infördes 1907 metallografi som ordinarie examensämne vid nämnda högskola, vilken därigenom blev den första tekniska utbildningsanstalt, som bedrev obligatorisk undervisning i detta ämne. 1927 tillträdde han befattningen som myntdirektör, vilken han innehade fram till 1945.
Grabe var ordförande i Svenska Teknologföreningen 1934–1936 och 1940–1943. 1940 blev han även ordförande i Statens uppfinnarnämnd och Uppfinnarkontoret (från 1947 Svenska Uppfinnarkontoret). Han var ledamot av kommittén för den högre tekniska undervisningens omorganisation 1940.
Grabe författade ett stort antal uppsatser i bergskemiska, värmetekniska och historisk-metallurgiska ämnen, huvudsakligen publicerade i "Teknisk tidskrift" och "Jernkontorets annaler"; han var huvudredaktör för den sistnämnda 1917–1927. Bland hans viktigare arbeten kan nämnas Analys av järnmalm (1911; andra upplagan 1923), Om betingelserna för tillvaratagande av biprodukter vid generator gasberedning samt gasens användbarhet för martinugnsdrift (i "Jernkontorets annaler", 1918) och Om svenska bergshandteringens utveckling under de senaste 50 åren (i "Teknisk tidskrifts" jubileumsskrift utgiven med anledning av tidskriftens 50-åriga tillvaro 1920).
Stockholm Myntmästar 1927 - 1945.